# WrestleMania 33
WrestleMania 33 este a treizeci și treia ediție a evenimetului anual WrestleMania, un eveniment pay-per-view (PPV) de wrestling profesionist , produs de WWE. A avut loc pe 2 aprilie 2017, în Camping World Stadium în orașul Orlando, Florida. Tema oficială a evenimentului este "Green Light" de Pitbull feat. Flo Rida și LunchMoney Lewis. Acesta este cel de-al doilea WrestleMania în a avea loc în incinta după WrestleMania XXIV, cel de-al treilea care va avea loc în Florida, și al șaptea în aer liber.

## Rezultate
- Pre-show: Neville (c) l-a învins pe Austin Aries păstrându-și centura WWE Cruiserweight Championship (15:40)
  - Neville l-a numărat pe Aries după un «Red Arrow».

- Pre-show: Mojo Rawley a câștigat 2017 André the Giant Memorial Battle Royal (14:07)
  - Rawley a câștigat meciul eliminândul pe Jinder Mahal.

- Pre-show: Dean Ambrose (c) l-a învins pe Baron Corbin păstrându-și centura WWE Intercontinental Championship (10:55)
  - Ambrose l-a numărat pe Corbin după un «Dirty Deeds».

- AJ Styles l-a învins pe Shane McMahon (20:35)
  - Styles l-a numărat pe Shane după un «Phenomenal Forearm».

- Kevin Owens l-a învins pe Chris Jericho (c) câștigând centura WWE United States Championship (16:20)
  - Owens l-a numărat pe Jericho după un Powerbomb pe marginea ringului.

- Bayley (c) le-a învins pe Charlotte, Sasha Banks și Nia Jax într-un Fatal 4-way elimination match păstrându-și centura WWE Raw Women's Championship (12:45)
  - Bayley a eliminato pe Charlotte după un «Diving Elbow Drop».

- The Hardy Boyz (Jeff Hardy & Matt Hardy) i-au învins pe Luke Gallows & Karl Anderson (c), Enzo Amore & Big Cass, Cesaro & Sheamus într-un Ladder match câștigând centurile WWE Raw Tag Team Championship (11:05)
  - Frații Hardy au câștigat meciul, după ce Matt a desfăcut centurile.
  - Aceasta a fost întoarcerea surpriză a fraților Hardy după 8 ani de absență.

- John Cena & Nikki Bella i-au învins pe The Miz & Maryse (9:40)
  - Cena și Nikki i-au numărat pe Miz și Maryse după «Attitude Adjustment».
  - După încheierea meciului cu victoria celor doi, Cena a cerut-o pe Nikki în căsătorie.

- Seth Rollins l-a învins pe Triple H într-un Non-sanctioned match (25:30)
  - Rollins l-a numărat pe Triple H după un «Pedigree».

- Randy Orton l-a învins pe Bray Wyatt(c) câștigând centura WWE Championship (10:30)
  - Orton l-a numărat pe Wyatt după un «RKO».

- Brock Lesnar l-a învins pe Goldberg (c) câștigând centura WWE Universal Championship (4:45)
  - Lesnar l-a numărat pe Goldberg după un «F5».

- Naomi le-a învins pe Alexa Bliss (c), Becky Lynch, Natalya, Mickie James și Carmella într-un Six-pack challenge câștigând centura WWE SmackDown Women's Championship (5:35)
  - Naomi a făcut-o pe  Bliss să cedeze.

- Roman Reigns l-a învins pe The Undertaker (23:00)
  - Reigns l-a numărat pe Undertaker după un «Spear».
  - Recordul lui Undertaker este acum 23-2.
  - După meci, Taker și-a lăsat mănușile, haina și pălăria așezate în mijlocul ring-ului, ceea ce înseamnă retragerea legendei.